# Turrillas
Turrillas (em castelhano:  Turrillas) é um município da Espanha na província de Almería, comunidade autónoma da Andaluzia, de área 39 km² com população de 241 habitantes (2005) e densidade populacional de 6,2 hab./km².

## Demografia
| Evolução demográfica de Turrillas | Evolução demográfica de Turrillas | Evolução demográfica de Turrillas | Evolução demográfica de Turrillas | Evolução demográfica de Turrillas | Evolução demográfica de Turrillas | Evolução demográfica de Turrillas | Evolução demográfica de Turrillas | Evolução demográfica de Turrillas |
| --------------------------------- | --------------------------------- | --------------------------------- | --------------------------------- | --------------------------------- | --------------------------------- | --------------------------------- | --------------------------------- | --------------------------------- |
| 1996                              | 1998                              | 1999                              | 2000                              | 2001                              | 2002                              | 2003                              | 2004                              | 2005                              |
| 289                               | 242                               | 247                               | 250                               | 249                               | 242                               | 235                               | 240                               | 241                               |